# Simulium confertum
Simulium confertum (лат.) — вид мелких двукрылых насекомых рода Simulium из семейства Мошки (Simuliidae).

## Распространение
Юго-Восточная Азия (Вьетнам, Lam Dong, Lao Cai).

## Описание
Мелкие мошки, длина тела самок около 2 мм. Отличаются от близких видов затемнёнными в апикальной половине задними голенями и жёлтыми волосками радиуса, и короткой сенсорной везикулой, которая равна 0,4 или менее от длины третьего сегмента нижнечелюстных щупиков. Катэпистернум с волосками. Усики 11-члениковые. Вторая радиальная жилка крыла неразветвлённая. Лапка передней ноги с уплощённым первым члеником базитарзусом. Дорзальная поверхность покрыта щетинками. Гонококситы короче гоностилей. Самки кровососы. Личинки и куколки обитают в водоёмах. Включён в состав подрода Gomphostilbia Enderlein, 1921.